# 香蜜百香果
香蜜百香果（学名：Passiflora alata），為多年生常綠攀緣性藤本植物。原產於美洲亞馬遜雨林，由秘魯至巴西東部。台灣近年來自巴西引進並培育成功。由於栽植不易，所以目前一般市面上見不到果實販售。香蜜百花的奇特造型及其豔麗色彩使它曾經榮獲英國皇家園藝學會的大獎Award of Garden Merit。

## 名稱
香蜜百香果在原生地被稱做ouvaca，意為紅色星星，源出自花冠的顏色與樣貌。至於學名Passiflora alata裡的種小名alata（翅膀），則意指藤蔓上藉以伸展、往上攀附與成長的卷鬚。中文冠以香蜜，因其果肉具哈密瓜之香味，果實越熟香味則越濃烈。

## 花

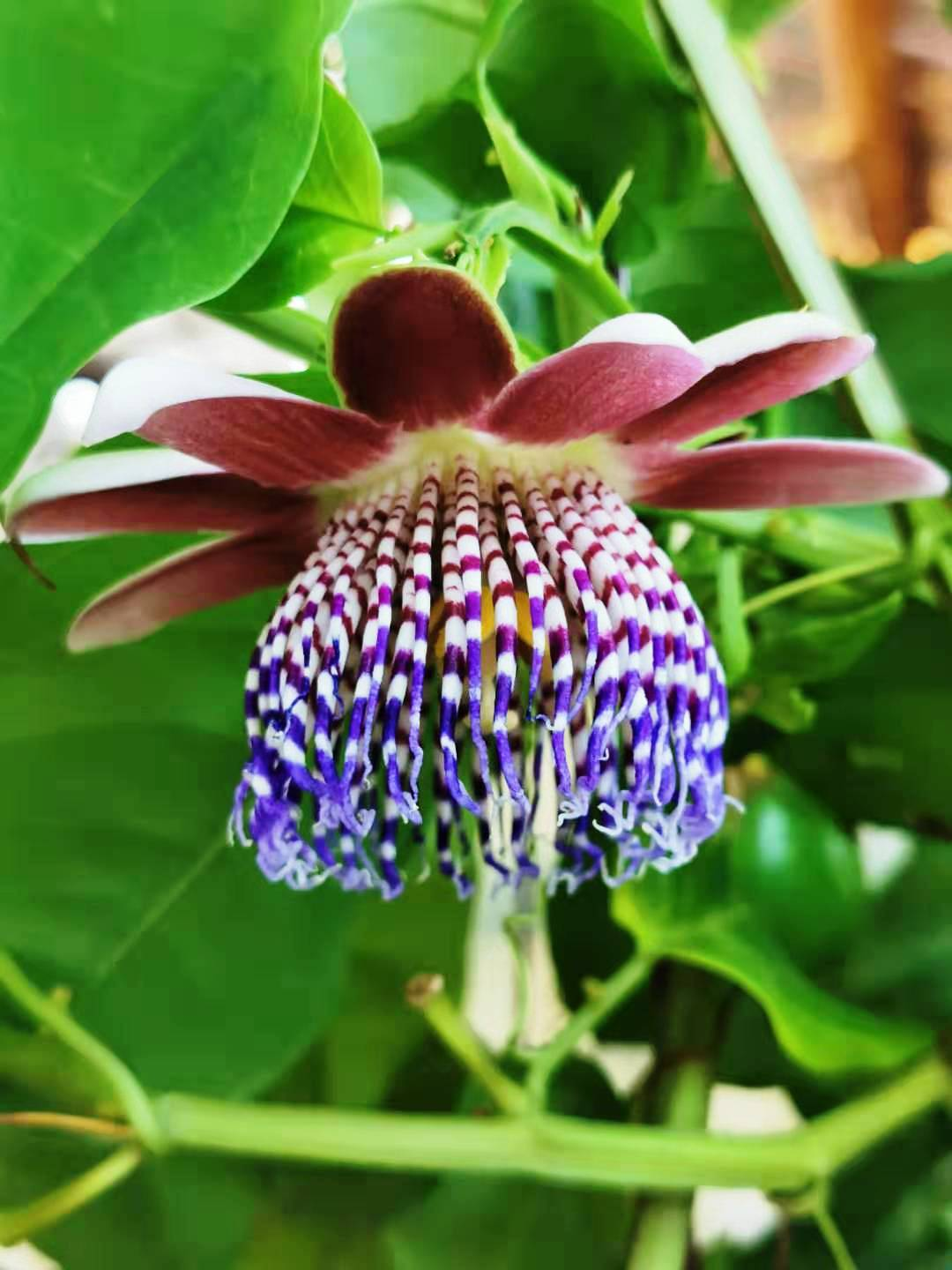
雙花冠
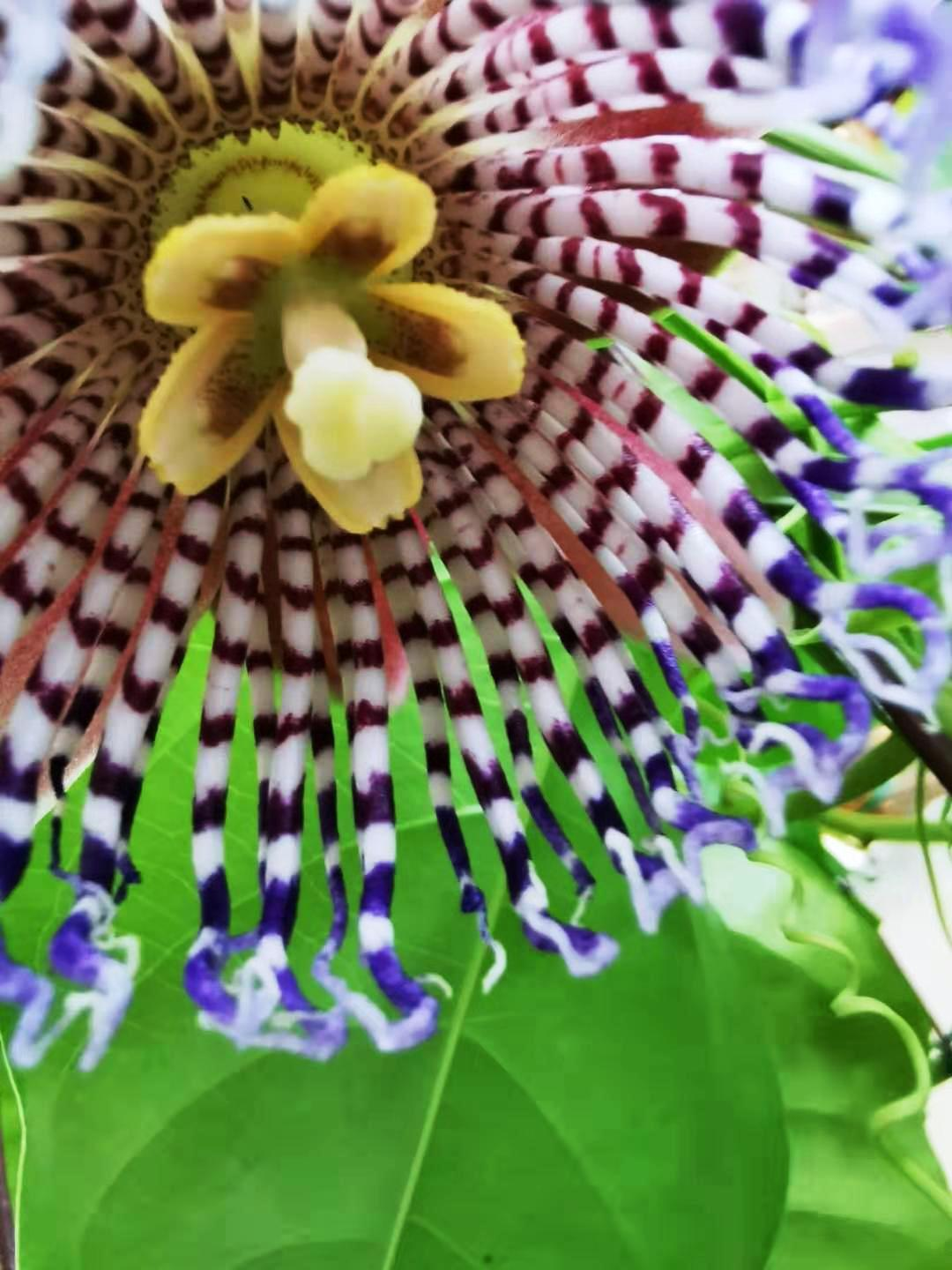
雌雄蕊同柄
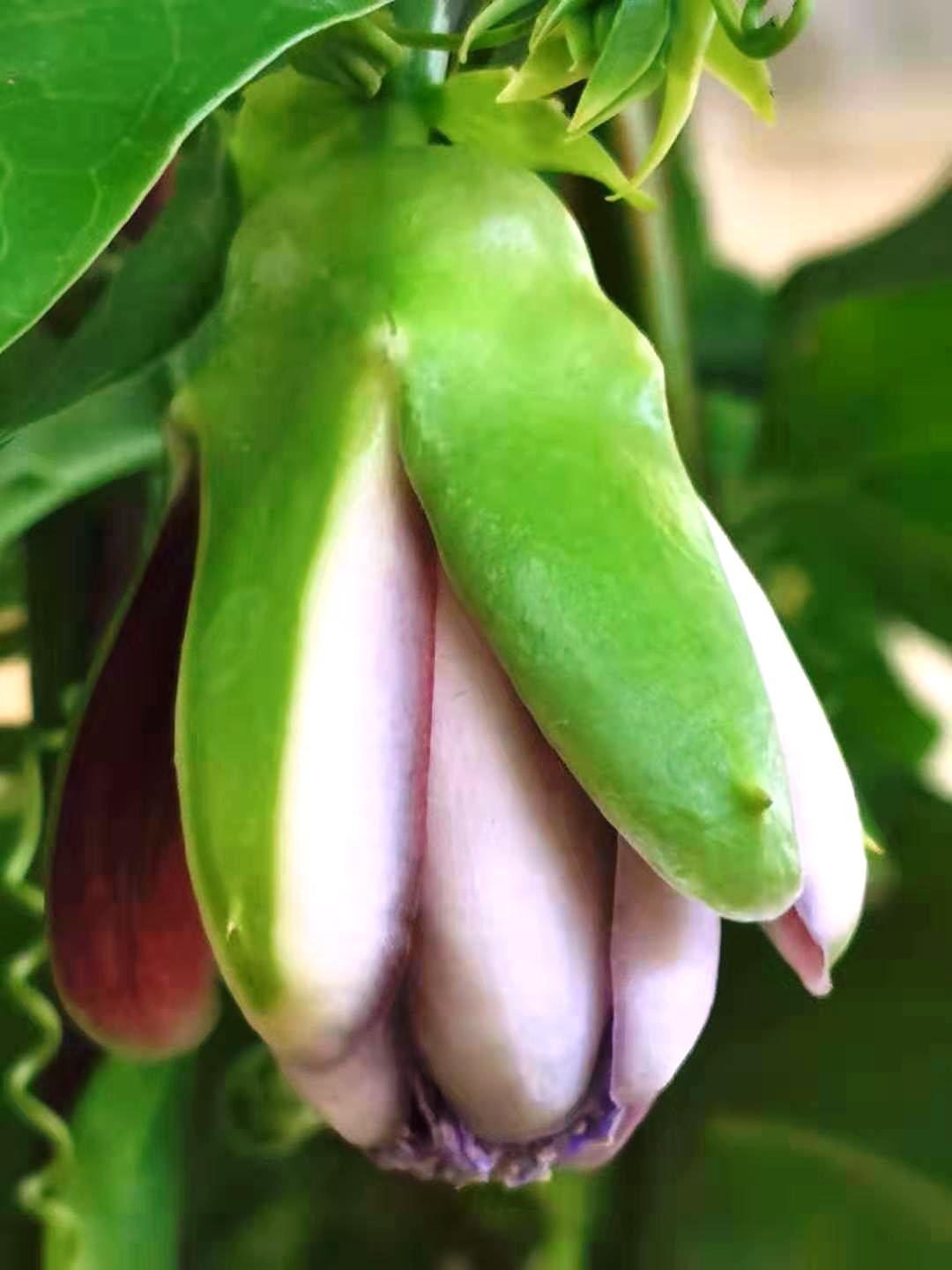
花萼上可能是腺體的肉刺

香蜜百香果的花奇特又華麗。在紅色花萼及花瓣形成的花冠內另有豔麗副花冠，屬於相當珍奇的觀花植物。如同百香果，香蜜百香果的雄、雌蕊亦是生長在同一蕊柄之上，此為百香果花之結構上另一特殊之處。

## 果

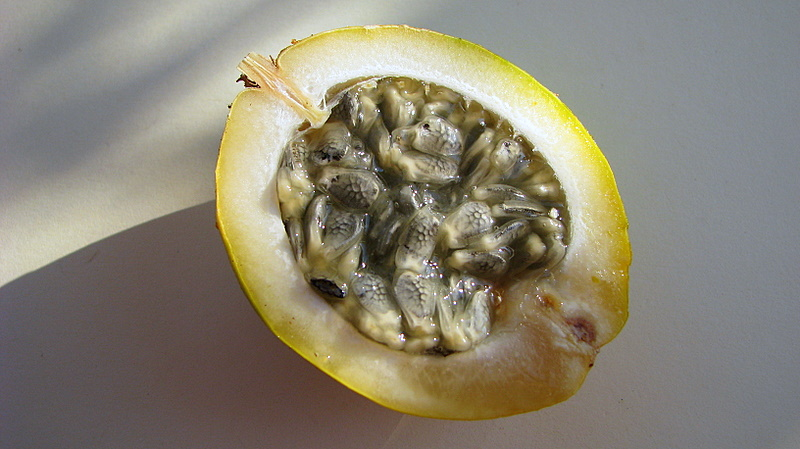

香蜜百香果成熟時外觀近似木瓜，果皮金黃色澤，長可達18公分，重約320~420公克。香蜜百香果的吃法跟傳統百香果吃法亦不相同，需連同種籽和果肉一起吃。

## 藥用價值
香蜜百香果在巴西是官方認可具有療效之植物。1929年曾被納入巴西第一版藥典。在整個南美洲的民俗療法裡香蜜百香果亦有相當知名度，雖然關於它本身成分及其藥理作用人們知道的還很少。

## 引文出處
1. 1 2  .
2. ↑  . （原始内容存档于2021-03-02）. （页面存档备份，存于）

## 擴展閱讀
- 維基物種上的相關：香蜜百香果
- 维基共享资源上的相關多媒體資源：香蜜百香果